# 14815 Рутберг
14815 Рутберг (14815 Rutberg) — астероїд головного поясу, відкритий 7 жовтня 1981 року.
Тіссеранів параметр щодо Юпітера — 3,630.